# Туровино (Вологодская область)
Туровино — деревня в Кадуйском районе Вологодской области.
Входит в состав Никольского сельского поселения, с точки зрения административно-территориального деления — в Никольский сельсовет.
Расположена на правом берегу реки Шулма. Расстояние по автодороге до районного центра Кадуя — 26 км, до центра муниципального образования села Никольское — 2 км. Ближайшие населённые пункты — Анненская, Будиморово, Вахонькино, Завод, Лукьяново, Никоновская, Новое, Пречистое, Слобода, Стан, Фадеево, Чурово.
По данным переписи в 2002 году постоянного населения не было.